# 安妮·埃德森·泰勒
安妮·埃德森·泰勒（英語：Annie Edson Taylor；1838年10月24日—1921年4月29日）是一位美國女教師。1901年10月24日，在她的63歲生日那天，她成為了第一位乘坐木桶穿越尼加拉大瀑布並得以倖存的人物，她因此獲得了「薄霧女王」（英語：The Queen of the Mist）和「水之女神」（英語：Goddess of Water）等別名。
在泰勒之前，山姆·帕奇曾於1829年從高處跳入尼加拉河中，夏爾·布隆丹則在1861年藉由走鋼絲穿越了尼加拉峽谷，兩人都透過挑戰而賺取了莫大的經濟利益。雖然她挑戰瀑布的動機也是為了賺錢，但就結果而言，她並沒有從這次冒險中獲得多少經濟利益。

## 早年
安妮·埃德森於1838年10月24日出生於紐約州奧本。安妮的父母是梅里克·埃德森（Merrick Edson）和盧克蕾齊亞·華林（Lucretia Waring），她是所有兄弟姊妹中最年長的。梅里克擁有一座麵粉廠，使她們的家庭經濟舒適無虞。在安妮12歲那年，她的父親梅里克過世了，但他所留下的遺產足以讓她們全家過著和從前一樣的舒適生活。
安妮的學業成績很普通，但她熱衷於閱讀，這也使她富于想像力。比起女孩們的遊戲，安妮更喜歡和其他男孩們一起到戶外玩耍。長大後，透過一場為期四年的培訓課程，安妮獲得了榮譽學位，並順利成為了一位教師。在就學期間，她認識了她後來的丈夫大衛·泰勒（David Taylor）。兩人結婚後生下了一子，但沒過幾天便夭折了，而大衛也在1864年的南北戰爭中傷重不治。此後，25歲的安妮便成為了一位寡婦，她的經濟狀況也開始變得不樂觀。父母所留給她的積蓄不斷減少，而她的收入卻難以應付開支，這使她不得不改變從前的生活方式。她決定前往密西根州貝城擔任舞蹈老師，抵達貝城時，她的積蓄已經嚴重不足。
由於當時的貝城沒有舞蹈學校，所以泰勒便自己開了一間。一開始，舞蹈學校的運作看似良好，她在短時間內便找到了100多名學生。然而，泰勒從前富裕的生活習慣又再次成為了問題，她花了許多錢將舞蹈學校的設施升級到最好，這雖然帶來了不錯的收入，但也同時造成了不少支出，使她只能獲得微薄的利潤。她之後又做了許多嘗試，例如在1900年搬到了蘇聖瑪麗，並在那擔任音樂老師。之後她又去了德克薩斯州的聖安東尼奧，然後又和一位朋友前往墨西哥市尋找工作，但都沒有成功。最後，她回到了貝城。
在德懷特·惠倫（Dwight Whalen）為她所寫的傳記《征服尼加拉的女人》（英語：The Lady Who Conquered Niagara）中，安妮如此描述著自己的心境：
「對一個在她從前的人生中不需為金錢擔心，且習慣於改善周邊環境和社會的女人而言，變成窮人是一件很可怕的事。」

## 穿越尼加拉大瀑布

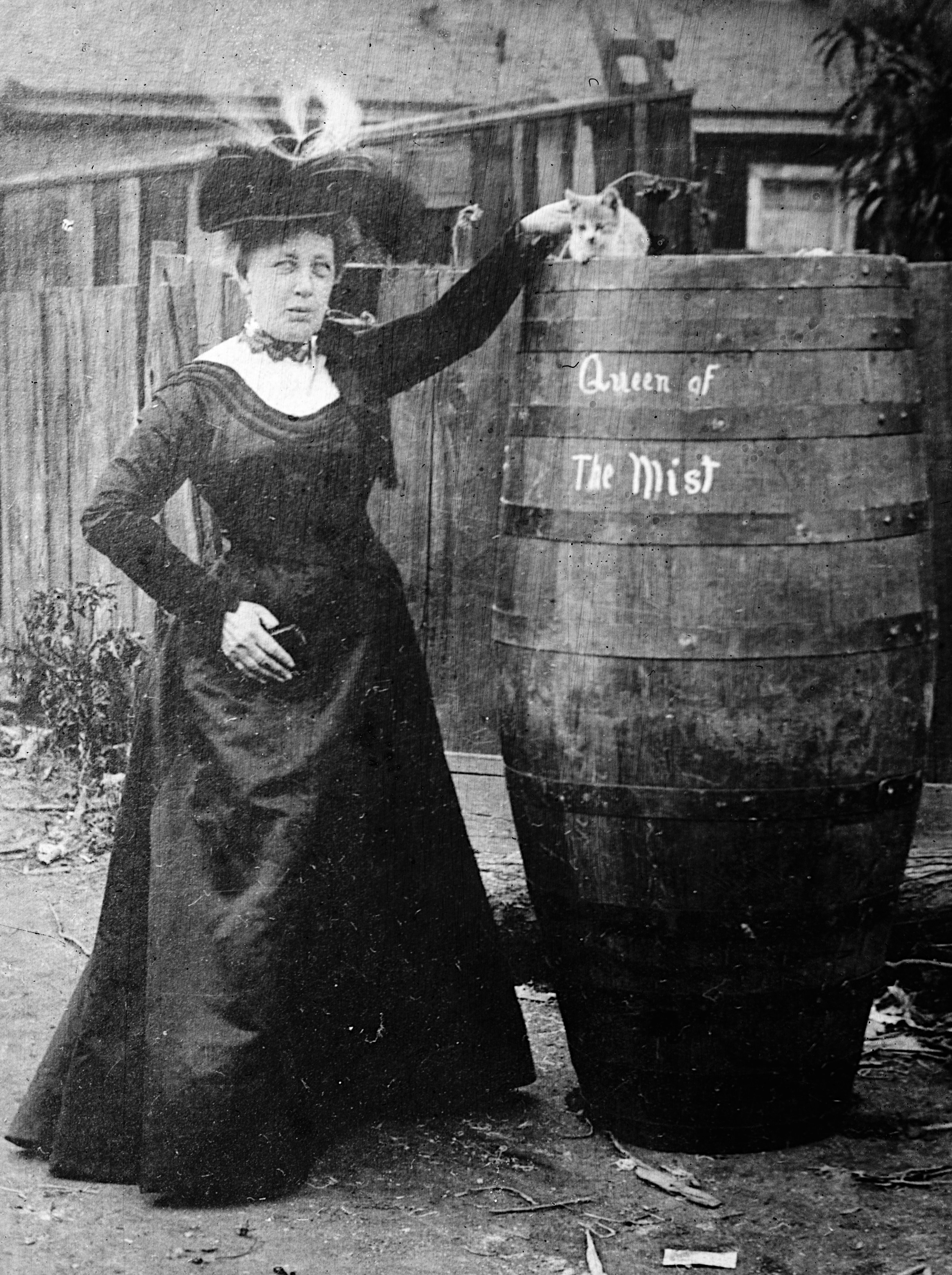
「薄霧女王」與她的木桶和貓所拍的合照

1901年，為了避免晚年的經濟危機，也為了避免被送進貧民屋，泰勒決定要透過挑戰尼加拉大瀑布來賺取金錢。她的這個點子是在閱讀《紐約世界報》時想到的，當時的報紙上刊登了有關泛美博覽會的文章，泛美博覽會的地點鄰近於尼加拉大瀑布，而文章中也提到這個瀑布相當受群眾歡迎。
「我放下報紙，坐下來想了一會，而這個念頭在我的腦海中靈光一閃 —— 乘坐木桶穿越尼加拉大瀑布。沒有人曾完成過這份壯舉。」
泰勒馬上便採取行動，她聯繫了密西根州當地知名的活動經理人法蘭克·M·羅素（Frank M. Russell）並達成了協議。9月，羅素向報商傳達了這個計畫，但一開始並沒有提到泰勒的名字。泰勒訂製了一個木桶，這個木桶由橡木和鐵製成，裡面有軟墊和皮製的安全帶，用來保障泰勒的安全。10月10日，羅素帶著木桶前往尼加拉大瀑布，並在泰勒抵達之前開始進行宣傳活動。木桶的下水測試造成了一些延誤，因為沒有人想要冒著生命危險去測試木桶的強韌度。10月19日，人們把一隻家貓放進了木桶中，並把木桶推下瀑布測試。十七分鐘後，人們在瀑布下方將木桶打撈了回來。和當時流傳的謠言相反，這隻貓平安無事地完成了挑戰，仅头部受伤流血，後來還與泰勒合影。

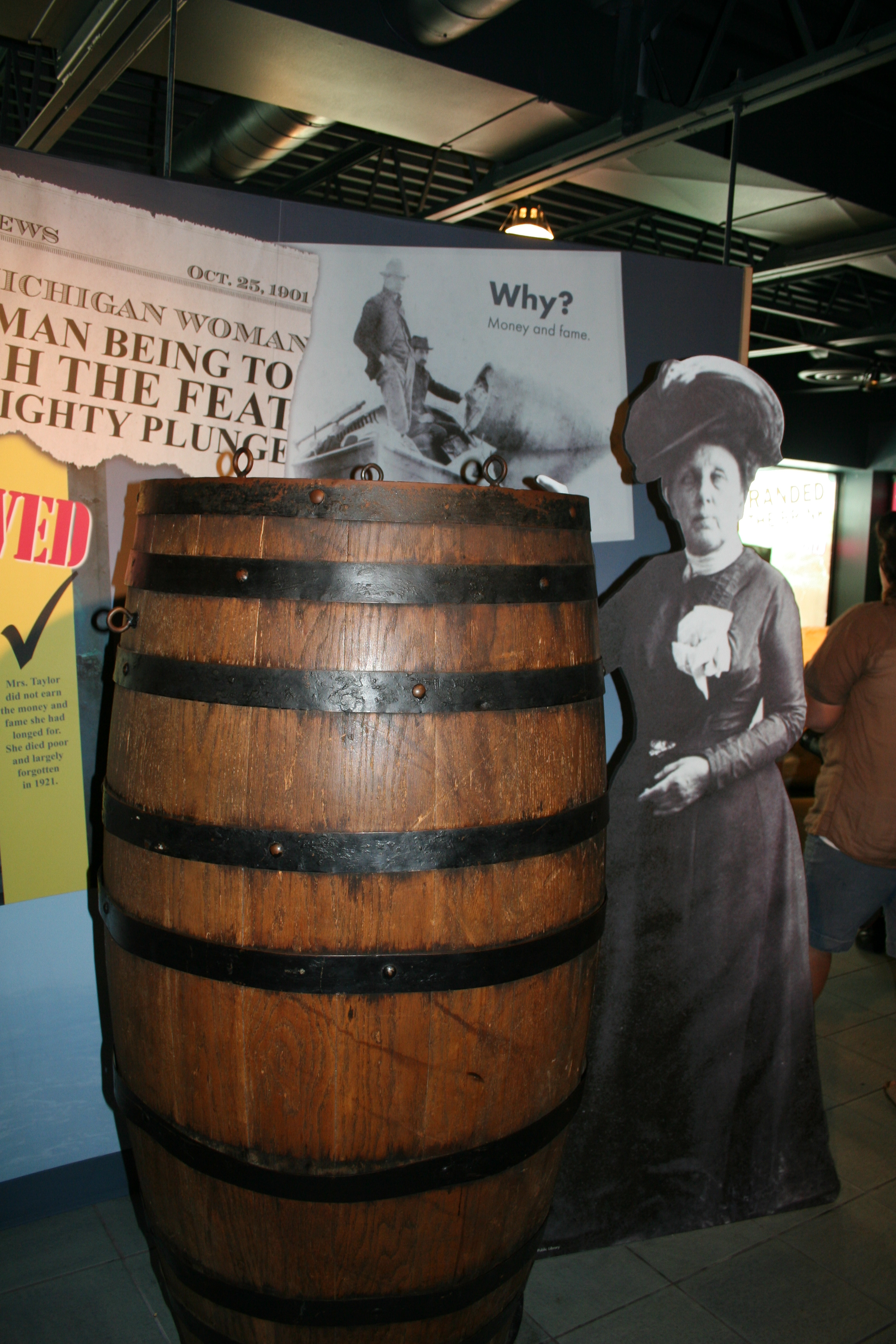
泰勒的木桶的複製品，攝於IMax

10月24日，在泰勒的63歲生日那天，她正式向瀑布發起了挑戰。在尼加拉河中央的山羊島的南方，木桶首先被放入水中，泰勒則乘坐小舟從旁邊爬進了木桶，同時還帶著她的「幸運心型枕頭」。她的朋友們先是將木桶的蓋子擰緊，再用腳踏車的打氣筒為桶內注入空氣，最後再將注入空氣時所用的孔洞用軟木塞給封住。於是泰勒就這樣開始在河中漂流。
尼加拉河的水流將木桶帶到了馬蹄瀑布，接著，木桶從瀑布上高速下墜。在下墜後不久，救援人員便趕到了木桶邊。木桶打開，泰勒平安無事，除了頭上的小傷口外沒有受到其他傷害，也沒有性命之憂。打開木桶所花的時間不算進去的話，整趟旅程所花的時間不超過二十分鐘。旅程結束後，泰勒向媒體說道：「沒有人該再做一次這樣的事。」「我會警告任何人，不要嘗試這一壯舉。」
當泰勒一邊回應記者的問題，一邊嘗試從冒險的震驚中恢復過來時，她才終於發現不對勁，該出現的人沒有出現在這裡：經紀人羅素帶著錢溜了。在冒險開始之前，羅素曾被當地警察警告，若泰勒沒有從冒險中倖存下來，羅素可能會因為過失殺人罪而吃上官司，這可能是他之所以捲款潛逃的原因。泰勒後來花了大筆金錢來雇用私家偵探，想把羅素找回來。

## 晚年
安妮·埃德森·泰勒的壯舉的確讓她在短時間內獲得了大量名氣，當天《紐約時報》用了大篇幅來報導泰勒的事跡。然而，名氣所帶來的金流只是短暫的，這並沒有讓她累積太多財富。她寫下了回憶錄，並在尼加拉大瀑布的附近販賣。
在泰勒向瀑布挑戰的數年後，紐約和加拿大兩地都制定了相關法律，以嚇阻他人效法泰勒的大膽行為。根據這些法律，挑戰者即使在瀑布之旅中倖存下來，也可能會面臨指控及高額罰款。儘管如此，人們仍前仆後繼地向瀑布發起挑戰。1911年7月25日，鮑比·里奇成為了第二位乘坐木桶穿越尼加拉大瀑布並得以倖存的人物。在1901年至1995年間，共有15人挑戰穿越瀑布，然而只有10人倖存下來。

### 逝世

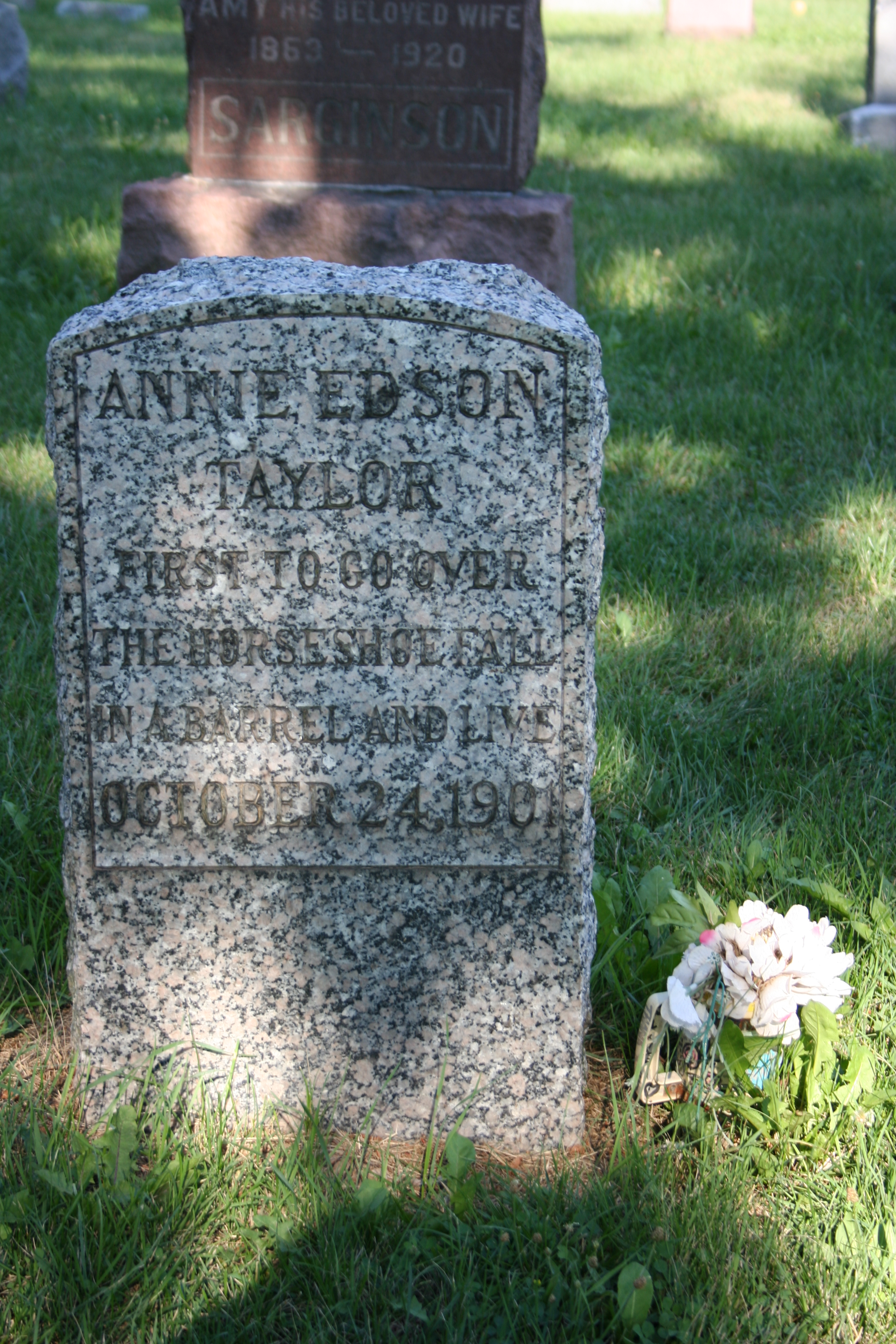
安妮·埃德森·泰勒之墓

安妮·埃德森·泰勒於1921年4月29日逝世於紐約州洛克波特市的尼加拉郡醫院（Niagara County Infirmary），享壽82歲。她過世時幾乎是一文不名，但她的朋友們仍湊錢為她埋葬。泰勒的遺體被埋葬在紐約州尼加拉瀑布城的奧克伍德公墓。

## 大眾文化中的安妮·埃德森·泰勒
- 《尼加拉：奇蹟、神話與魔法（英语：Niagara: Miracles, Myths and Magic）》（1986年），美國IMAX電影[16]。
- 〈Return of the Shredder〉（1988年），美國電視動畫《忍者龜》的其中一集[17]。
- 〈The Heart-Shaped Pillow of Annie Taylor〉（1994年），美國兒童節目《神秘的古廟》的其中一集。
- 《薄霧女王》（1999年），詩人喬安娜·默里（Joanne Murray）的詩作。
- 〈Barrel Bear〉（2004年），美國電視影集《奇蹟（英语：Wonderfalls）》的其中一集。
- 《Conquering Niagara》（2007年），國家地理頻道的特別節目，紀錄了所有發生在尼加拉瀑布的特技表演。
- 《Fall》（2011年），艾瑪·多諾霍所寫的短篇故事[18]。
- 《薄霧女王（英语：Queen of the Mist）》（2011年），美國作曲家麥可·約翰·拉丘薩（英语：Michael John LaChiusa）根據泰勒的生平所創作的音樂劇，由瑪麗·泰斯塔（英语：Mary Testa）飾演泰勒[19]。
- 《瀑布女王（英语：Queen of the Falls）》（2011年），美國作家克里斯·凡·艾斯伯格所寫的童書，講述了泰勒的驚人壯舉。
- 《Barreling Over Niagara Falls》（2013年），美國作家南茜·凱利·艾倫（Nancy Kelly Allen）所寫的童書[20]。
- 〈Niagara Falls Daredevil, Accidental Nuclear Bomb, Railroad Heroine〉（2013年），美國電視節目《尋謎博物館》的其中一集[21]。
- 〈Murdoch Ahoy〉（2013年），加拿大電視影集《莫德克事件簿（英语：Murdoch Mysteries）》的其中一集，當中吉莉安·庫克（Jillian Cook）所飾演的安妮在警察局指責她的經紀人偷了她的木桶[22]。
- 《Chernobyl》（2014年），美國詩人約翰·沃爾·巴傑（John Wall Barger）的詩作。

## 腳註
1. ↑  不過當時她向媒體謊稱年齡，說自己只有43歲[4][10]

## 外部連結
- 安妮·埃德森·泰勒的生平
- 挑戰尼加拉大瀑布的魯莽大膽之人
- 與安妮·埃德森·泰勒有關的相片，攝於尼加拉大瀑布 （页面存档备份，存于）
- 勇者安妮 （页面存档备份，存于）